# Moho Tani
Moho Tani (también Mohotani o Motane) es una isla del archipiélago de las Marquesas, situada en el grupo sur del archipiélago, a 15 km al sureste de la isla de Hiva Oa.
La isla es pequeña, con una superficie de 15 km². Es de origen volcánico, con acantilados en la costa y suaves ondulaciones en el interior. Es descrita por algunos navegantes como el lomo de una ballena. La altitud máxima es de 520 metros.
Fue descubierta por Álvaro de Mendaña y Neira en 1595, y la llamó San Pedro ya que era la vigilia de San Pedro ad Vincula, onomástica del piloto mayor Pedro Fernández de Quirós y del coronel Pedro Merino. Antiguamente había sido habitada, pero hoy en día está deshabitada, perteneciendo a la comuna de Tahuata. La vegetación ha sido destruida por los rebaños en estado salvaje de cabras y ovejas. En 1992 fue declarada reserva natural.

## Toponimia
El nombre Moho Tani significa "el canto del Moho", nombre que los polinesios daban a una (o incluso varias) especies de aves. En la leyenda de la construcción de las islas Marquesas, según la cual cada isla del archipiélago es una parte de la casa de los dioses, aparece gracias al canto del Moho, que anuncia la proximidad del amanecer, una señal para el dios constructor de que debe apresurarse a completar la casa.
- San Pedro[5] en 1595, por Mendaña, por los nombres de pila de su jefe de pilotos Pedro Fernández de Quirós y de su ayudante de campo Pedro Merino Manrique.
- Onetteyo en 1791, por el francés Étienne Marchand
- Motane en 1838, por el francés Jules Dumont d'Urville.

## Historia
Antes de la llegada de los occidentales, Moho Tani estaba habitado por la tribu Moi a Tiu. Era la isla habitada más pequeña del archipiélago. Diezmados por los combates y las enfermedades traídas por los marineros extranjeros, los pocos supervivientes acabaron abandonando la isla y se dirigieron a Hiva Oa. 
Mohotane está deshabitado en la actualidad, pero hay claras pruebas arqueológicas que sugieren un asentamiento polinesio permanente. El antropólogo estadounidense Ralph Linton (1893-1953) localizó los restos de un poblado. Thor Heyerdahl encontró varias plataformas de casas de piedra (paepae) en el árido este de la isla durante una breve incursión en 1938. La isla estuvo habitada por un único clan llamado "Moi-Atiu", una línea colateral de una tribu de Hiva Oa.
El Mohotane fue descubierto en 1595 por el navegante español Álvaro de Mendaña de Neyra en su segundo viaje a Europa. No pisó la isla, pero la bautizó como "San Pedro" en honor a San Simón Pedro y en referencia al nombre de su capitán, Pedro Fernández de Quirós. Mendana la describió como una isla "cubierta de mucho bosque" y no pudo ver señales de habitantes.
James Cook, durante su segundo viaje al Pacífico, pasó por el estrecho entre las islas de Hiva Oa y Mohotane el 7 de abril de 1774, pero sin entrar en Mohotane. Describe la isla como sigue.

"San Pedro [Mohotane] es bastante alto, pero no montañoso, y tiene unas 3 leguas de circunferencia. [La isla] se encuentra a 4 ½ Leguas al sur de la punta oriental de La Dominica [Hiva Oa] y no sabemos si está habitada o no, probablemente no, sin embargo, ya que no parece que la naturaleza la haya dotado de nada que los hombres requieran".
James Cook

En el croquis cartográfico de William Wales, astrónomo a bordo del Resolution, Mohotane aparece marcado con el nombre "Onateayo", probablemente el nombre que le dieron los habitantes de la isla de Hiva Oa.
En 1992, fue declarada "Reserva Natural de la Isla Motane" (réserve naturelle de l'île de Motane) para proteger su ecosistema en peligro. La reserva se extiende hasta el islote Terihi, que alberga colonias de aves marinas como alcatraces, charranes y fragatas.

## Geografía
Moho Tani se encuentra a 17 km al sur y al sureste de Hiva Oa, a 21 km al este de Tahuata y a 47 km al norte de Fatu Iva. Con una superficie de 15 km², forma una media luna abierta al este, de unos 8 km de longitud de norte a sur y 2 km de ancho como máximo de este a oeste.

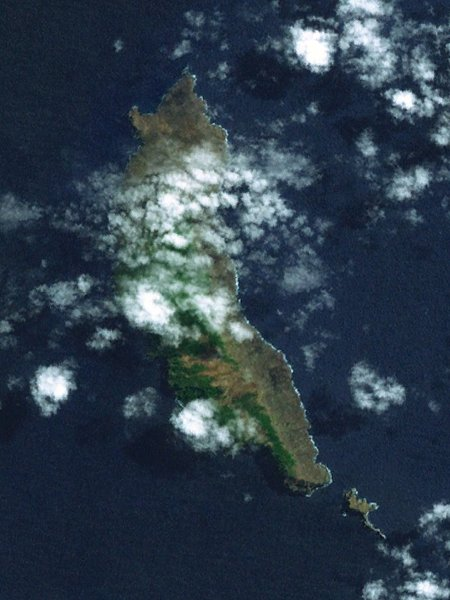
Vista satelital de la Isla

Es una isla alta, con su mayor elevación (520 metros) en el sur, y su forma general se asemeja al lomo de una ballena.

### Terihi
A 300 metros al sureste se encuentra Terihi, un islote rocoso de 0,150 km² con una costa muy escarpada y un perímetro total de 3,4 kilómetros, que forma parte del mismo complejo volcánico. Se eleva 245 metros sobre el nivel del mar.
La flora es escasa y consiste principalmente en la hierba resistente Eragrostis xerophila y la solanácea de lento crecimiento Nicotiana fragrans var Fatuhivensis, una especie endémica de Fatu Hiva y Moho Tani.

### Geología
Moho Tani corresponde a la parte oeste-suroeste de una caldera colapsada, que pertenecía a un volcán mucho mayor, de unos diez kilómetros de diámetro. Este volcán nació de la presencia de un punto caliente en esta parte del mundo, hace varios millones de años.
La isla se formó en dos fases, la más reciente de las cuales data de hace unos 2,2 millones de años. Se compone principalmente de basalto.

## Flora y fauna
El Moho tani está protegido desde 1971 (Comisión de Sitios de la Polinesia Francesa, Orden n.º 2559 de 28 de julio de 1971). La caza está regulada y requiere permiso, pero la isla remota también se visita sin permiso. Además, los árboles se talan ilegalmente para obtener madera de talla para la industria de los suvenires. Sigue faltando una gestión y un seguimiento eficaces de la zona protegida.
Las ovejas introducidas por los colonos franceses de Hiva Oa en la segunda mitad del siglo XIX se han desbocado y provocan la erosión al pastar la vegetación baja.

### Flora
Mohotane puede dividirse en tres zonas de vegetación: El este es árido en una amplia franja, el norte tiene poca vegetación y el centro oeste de la isla está cubierto por un denso bosque que sigue siendo en gran parte prístino.
Todo el este es árido debido al ramoneo de los animales, y la cubierta vegetal es escasa. En lugares favorables, crecen la Nicotiana fragrans var. fatuhivensis, que pertenece a las plantas de tabaco y es endémica de Fatu Hiva y Mohotane, la verdolaga (Portulaca oleracea) y las hierbas Eragrostis xerophila y Brachiaria reptans.

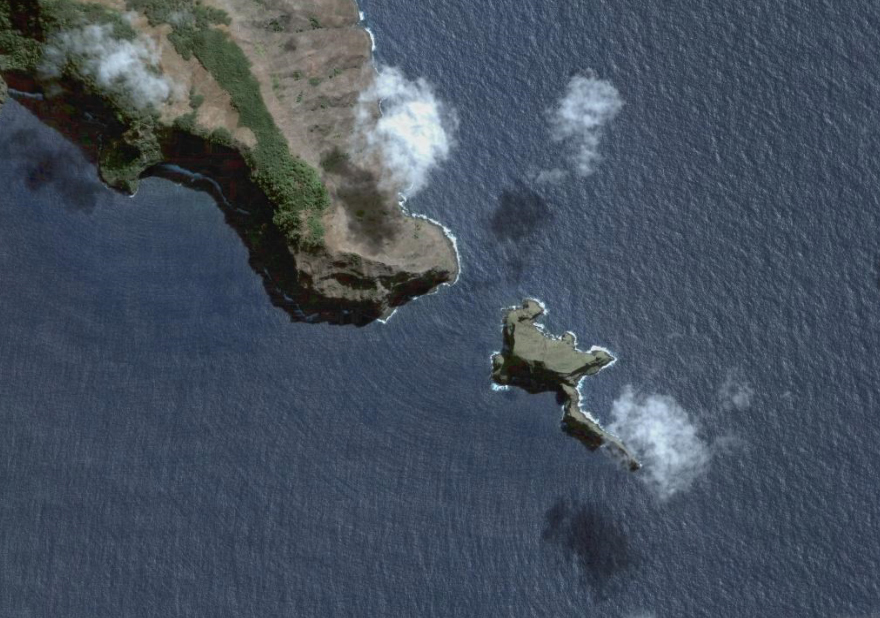
El Islote de Terihi

La parte norte de la isla también está gravemente dañada por el pastoreo. El arbusto de hoja perenne Arbutilon hirtum, Cordia lutea y Waltheria tomentosa aparecen como formas de bajo crecimiento. La Pisonia grandis, la Premna tahitensis y la Morinda citrifolia también crecen en los pocos lugares que no son accesibles para los animales.
La meseta central, en el oeste, está cubierta por una densa zona de bosque que cubre aproximadamente una cuarta parte de la isla. Está formada por Pisonia grandis gigantes, que no pocas veces alcanzan una altura de 30 a 40 metros. Otros árboles comunes son Cordia subcordata, Thespesia populnea, Hibiscus tiliaceus, Pandanus tectorius, Ficus marcuesensis, Casuarina equisetifolia, y ocasionales cocoteros entre ellos.

### Fauna
Sólo hay dos especies de mamíferos, ninguna de las cuales es autóctona: la rata del Pacífico, probablemente introducida por los polinesios como animal alimenticio, y las ovejas, que los europeos instalaron en el siglo XIX.
En Mohotane se han observado diez especies de aves marinas y siete especies de aves terrestres, dos de ellas endémicas:
Las fragatas anidan en las grandes pisonias. Otras aves marinas que se encuentran en Mohotane y Terihi son el noddi (Anous stolidus), el charrán de hollín (Sterna fuscata) y el charrán de hadas (Gygis alba).
Entre las aves terrestres, el monarca de las Marquesas, en la variación Pomarea mendozae montanensis, y Acrocephalus caffer consobrinus, una subespecie de la curruca de pico largo, son endémicos. [Otras especies raras y amenazadas son la curruca de las Marquesas (Acrocephalus mendanae), la salangana de las Marquesas (Aerodramus ocistus) y la paloma de la fruta de Petit-Thouars (Ptilinopus dupetithouarsii).